# Godzilla vs. Megalon
Godzilla vs. Megalon (Japanse titel: ゴジラ対メガロ/Gojira tai Megaro; Nederlandse titel: Godzilla contra Megalon) is een Japanse tokusatsu kaijufilm. De film kwam uit in 1973, en was de 13e Godzillafilm. De film werd geregisseerd door Jun Fukuda, met speciale effecten door Teruyoshi Nakano.

## Verhaal
De film begint bij een ondergrondse beschaving genaamd Seatopia, die zwaar te lijden heeft onder nucleaire testen gedaan door de mensheid. Uit wraak en voor hun eigen bescherming laten ze hun eigen monster los: Megalon. Ze sturen tevens een aantal agenten naar de oppervlakte om Jet Jaguar, een pasgebouwde superrobot, te stelen. Ze ontvoeren ook de robots schepper, Goro Ibuki, diens jongere broer Rokuro en hun vriend Hiroshi Jinkawa.
De Seatopians gebruiken Jet Jaguar om Megalon naar Tokio te lokken. Goro kan echter ontsnappen en de controle over de robot terugkrijgen. Hij stuurt Jet Jaguar naar Monster Eiland om Godzilla op te halen. De twee vechten vervolgens samen tegen Megalon en Gigan in de heuvels net buiten Tokio. Uiteindelijk komen Godzilla en Jet Jaguar als winnaars uit de strijd, waarna Godzilla terugkeert naar Monster Eiland.

## Rolverdeling
| Acteur             | Personage                          |
| ------------------ | ---------------------------------- |
| Katsuhiko Sasaki   | Inventor Goro Ibuki                |
| Hiroyuki Kawase    | Rokuro 'Roku-chan' Ibuki           |
| Yutaka Hayashi     | Hiroshi Jinkawa                    |
| Robert Dunham      | Emperor Antonio of Seatopia        |
| Kotaro Tomita      | Lead Seatopian Agent               |
| Wolf Otsuki        | Seatopian Agent                    |
| Gentaro Nakajima   | Truck Driver (as Gen Nakajima)     |
| Sakyo Mikami       | Truck Driver's Assistant           |
| Fumiyo Ikeda       | Man from Unit 1                    |
| Kanta Mori         | Japan Special Defense Forces Chief |
| Shinji Takagi      | Godzilla                           |
| Hideto Odachi      | Megalon                            |
| Tsugutoshi Komada  | Jet Jaguar                         |
| Kenpachiro Satsuma | Gigan                              |

## Achtergrond

### Productie
Godzilla Vs. Megalon was oorspronkelijk niet gepland als een Godzillafilm, maar als een film om Jet Jaguar te introduceren. Jet Jaguar was het resultaat van een wedstrijd die Toho had georganiseerd voor kinderen eind 1972. Anime superhelden en superrobots waren toen een rage in Japan, en Toho hoopte met Jet Jaguar mee te liften op dit succes. Het winnende ontwerp werd ingestuurd door een basisschoolleerling.
Na een paar testen concludeerde Toho dat een film met enkel Jet Jaguar als de held waarschijnlijk niet aan zou slaan. Derhalve werd het filmproject een tijd stilgelegd. Bijna een maand later kregen producer Tomoyuki Tanaka en scriptschrijver Shinichi Sekizawa het script voor de film in handen, en herschreven het tot een Godzillafilm met Jet Jaguar in een bijrol. Om de verloren tijd in te halen werd de film in amper drie weken opgenomen.

### Reacties
Godzilla vs. Megalon werd ook in Amerika uitgebracht in de bioscopen op 9 mei 1976. De film kreeg wisselende reacties. De New York Times filmcriticus Vincent Canby, die eerder de film Ghidorah, the Three-Headed Monster had afgekraakt, gaf de film een positieve recensie.
Toch was niet iedereen het daarmee eens. De film wordt door veel Kaijufans en Godzillafans gezien als de voornaamste reden dat in de Verenigde Staten de oude Godzillafilms vaak af worden gedaan als “goedkope kinderfilms die niet serieus genomen moeten worden”. Vooral de special effects van de film kregen het zwaar te verduren in de recensies. Tevens vonden veel critici het acteerwerk onder de maat.

### Amerikaanse versie
De Amerikaanse versie van de film werd gepromoot met een poster waarin Godzilla en Megalon beide op de torens van het voormalige World Trade Center staan, ondanks dat een dergelijke scène niet voorkomt in de film; in feite is er geen enkele scene die zich in New York afspeelt.
Om een G-rating te krijgen van de MPAA verwijderde CinemaShares drie minuten aan beeldmateriaal uit de film. De verwijderde scènes werden ongeschikt geacht voor het doelpubliek van de film.

### Succes
In Japan werden ongeveer 980.000 kaartjes voor de film verkocht. Daarmee was Godzilla vs. Megalon de eerste Godzilla-film waarvoor niet meer dan een miljoen kaartjes werden verkocht.

## Trivia
- Dit is de enige Godzillafilm zonder een vrouw als een van de menselijke hoofdpersonages.
- Godzilla vs. Megalon is een van de twee Godzilla films die werd gebruikt voor een aflevering van het Mystery Science Theater 3000. De andere was Godzilla vs. the Sea Monster.